# Prix Irving-Langmuir
Le prix Irving-Langmuir en chimie physique est remis annuellement par l'American Chemical Society les années paires et, les années impaires, par la Société américaine de physique. Il récompense l'auteur d'une contribution majeure dans les dix années précédentes en chimie ou en physique dans l'esprit d'Irving Langmuir. Il est réservé aux résidents des États-Unis.
Le prix a été créé en 1931 par A. C. Langmuir, frère d'Irving. Le premier bénéficiaire fut Linus Pauling. Il s'accompagne d'une récompense de 10 000 $ d'abord donnée par l'American Chemical Society puis par la fondation General Electric en 1964, GE Global Research en 2006, rejoint depuis 2009 par ACS Division of Physical Chemistry. 

## Lauréats
Sources : American Physical Society et American Chemical Society
- 2023 Valeria Molinero
- 2022 Heather C. Allen (en)
- 2021 Jacob Klein
- 2020 Veronica Vaida (en)
- 2019 Devarajan (Dave) Thirumalai
- 2018 George W. Flynn
- 2017 Emily A. Carter (en)
- 2016 George C. Schatz (en)
- 2015 Jens K. Norskov (en)
- 2014 Mark A. Johnson (en)
- 2013 Wilson Ho[2]
- 2012 James L. Skinner (en)[3]
- 2011 Stephen Leone
- 2010 A. Welford Castleman Jr. (en)
- 2009 William E. Moerner
- 2008 Daniel M. Neumark
- 2007 Gabor A. Somorjai (en)
- 2006 F. Fleming Crim, Jr.[4]
- 2005 David Chandler (chimiste) (en)
- 2004 Mark A. Ratner (en)
- 2003 Phaedon Avouris (en)
- 2002 Mostafa A. El-Sayed
- 2001 Louis E. Brus
- 2000 Richard J. Saykally
- 1999 Daniel Kivelson (de)
- 1998 Alexander Pines
- 1997 Jack H. Freed
- 1996 William Carl Lineberger
- 1995 George B. Benedek
- 1994 Robert G. Parr
- 1993 J. David Litster[5]
- 1992 John Ross
- 1991 Richard E. Smalley
- 1990 William H. Miller
- 1989 Frank H. Stillinger
- 1988 Richard B. Bernstein
- 1987 Martin Karplus
- 1986 Sidney W. Benson
- 1985 Richard N. Zare
- 1984 Robert W. Zwanzig
- 1983 Dudley R. Herschbach
- 1982 Benjamin Widom
- 1981 Willis H. Flygare
- 1980 William A. Klemperer
- 1979 Donald S. McClure (de)
- 1978 Rudolph A. Marcus
- 1977 Aneesur Rahman
- 1976 John S. Waugh
- 1975 Robert H. Cole[6],[7]
- 1974 Harry G. Drickamer
- 1973 Peter M. Rentzepis
- 1972 Harden M. McConnell
- 1971 Michael E. Fisher
- 1970 John A. Pople
- 1969 Charles P. Slichter
- 1968 Henry Eyring
- 1967 John C. Slater
- 1966 Herbert S. Gutowsky (de)
- 1965 John H. Van Vleck
- 1936 John Gamble Kirkwood[8]
- 1933 Frank Spedding[9]
- 1932 Oscar K. Rice (de)[10]
- 1931 Linus Pauling